# Патриот (издательство)
Патрио́т — советское и российское издательство.

## История
Создано в 1925 году как издательство «Авиахим».
В 1927 года переименовано в издательство «Осоавиахим».
В 1951 году переименовано в издательство ДОСААФ.
В 1987 году получило название «Патриот».

## Издательская деятельность
В советское время издательство выпускало книги и брошюры по учебным, военно-техническим и спортивным вопросам. А также издавало журналы: «За оборону» (1941—1948), «Военные знания» (с 1949), «Радио» (с 1947), «Крылья Родины» (с 1950), «За рулём» (с 1956).
В 1977 году издано 165 книг и брошюр общим тиражом около 13 миллионов экземпляров.
С 1978 года выпускает ежегодный сборник Клуб служебного собаководства.
В 1979 году издано 136 книг и брошюр общим тиражом около 10 миллионов экземпляров.
С 1988 года выпускает серию «Отчизны верные сыны». Также издательство выпустило книжные серии «Русский исторический роман», «Полководцы», «Георгиевские кавалеры», «Три века», «Под Андреевским флагом»,
В 2005 году издательство завершило выпуск 10-томного издания, куда вошли краткие исторические очерки и имена более чем 140 тысяч погибших соотечественников во время войн, военных конфликтов и боевых действий в период с 1923 по 1982 годы.

## Награды
- Орден «Знак Почёта» (1975)[1][2]